# SBT
O Sistema Brasileiro de Televisão (SBT) é uma rede de televisão comercial aberta brasileira fundada em 19 de agosto de 1981 por Silvio Santos. A emissora surgiu após uma concorrência pública feita pelo Governo Federal para a criação de duas novas redes de televisão, após a cassação de algumas concessões da extinta Rede Tupi. A rede foi fundada no mesmo dia em que o contrato de concessão foi assinado, sendo que o ato foi transmitido ao vivo pela emissora, fazendo com que esse fosse o seu primeiro programa exibido. Antes de adquirir as concessões das três emissoras que formariam o SBT, o Grupo Silvio Santos já tinha desde 1976 a concessão do canal 11 do Rio de Janeiro, conhecido como TVS, o que foi um passo fundamental para dar vida ao SBT. Além do SBT, o Grupo Silvio Santos também é formado por outras empresas de grande sucesso como SBT Filmes (empresa cinematográfica), SBT Music (gravadora musical), +SBT (serviço gratuito de streaming), SBT Licensing (licenciadora de marcas), Liderança Capitalização (responsável pela emissão do título de capitalização conhecido como Tele Sena), Jequiti Cosméticos (empresa de cosméticos), Hotel Jequitimar (hotelaria), entre outras.
É a 2.ª maior rede de televisão do país, com 118 emissoras afiliadas, a 25.ª no ranking mundial de 2012 e atualmente, a 3.ª mais vista do país em audiência. Durante grande parte de sua existência, ocupou a vice-liderança no ranking de audiência, exceto por dois períodos quando a Record tomou o posto: entre 2007 e 2015 e desde 2020. Atualmente, se mantém como a segunda maior emissora do país ficando apenas atrás da TV Globo. Possui ao todo 118 emissoras próprias e afiliadas em todo o território nacional, alcançando 200 milhões de brasileiros,  estando também disponível através de operadoras de televisão por assinatura (cabo e satélite), pelo sinal aberto em antenas parabólicas e também por streaming no seu aplicativo móvel (Android, iOS e Windows Phone), em aplicativos para smart TVs, pelo seu website e através do SBT Internacional. Também no seu site, a sua programação é disponibilizada em vídeo sob demanda gratuitamente, além de disponibilizá-la pelo site de compartilhamento de vídeos YouTube desde 2010. Em março de 2017, os 43 canais do SBT no YouTube acumularam 20 milhões de inscritos e 70 bilhões de minutos assistidos e, em setembro, tornou-se o maior canal de TV do mundo na plataforma, superando a rede britânica BBC em número de inscritos.
A rede transmite na sua grade de programação os mais variados gêneros de produções, sendo que as suas produções próprias geralmente se destacam ao lado do entretenimento. Programas estrangeiros, principalmente as telenovelas produzidas pelas redes pertencentes ao conglomerado mexicano Televisa, compõem parte da sua programação. O SBT também possuí horários destinados ao telejornalismo, produzindo três telejornais diários, um telejornal semanal e um programa jornalístico semanal. Para produzir os seus programas, a emissora possui o CDT da Anhanguera, complexo televisivo localizado no quilômetro 18 da Rodovia Anhanguera, em Osasco (SP), ocupando uma área de 290 000 m2. Este é o terceiro maior complexo televisivo em tamanho instalado na América Latina, sendo menor apenas que os estúdios da TV Azteca, no México, e os Estúdios Globo. Recentemente, o SBT fez contratos milionários com a Conmebol para transmitir a Libertadores e a Copa América, atingindo recordes de audiência.

## História
A primeira transmissão oficial do SBT foi no dia 19 de agosto de 1981, às 9:30, exibindo ao vivo a cerimônia de assinatura do contrato de concessão direto de Brasília. No auditório do Ministério das Comunicações estava uma equipe de repórteres composta por Humberto Mesquita, Magdalena Bonfiglioli, Almir Guimarães e Zildete Montiel, sob o comando de Arlindo Silva como diretor do departamento. Silvio Santos fez um discurso de abertura direto do Salão Nobre do Ministério das Comunicações, Homero Salles foi o responsável pela direção da transmissão e admitiu que, à época, o SBT teve exibição “clandestina” durante cerca de 15 minutos, tempo exato que antecedeu ao ato de assinatura pelo dono do SBT, e às 12h30, foi exibido o almoço de confraternização entre Adolpho Bloch e Silvio Santos. Logo em seguida, começava O Povo na TV, das 14 às 18h30, cuja versão carioca chegou a incomodar a TV Globo durante algum tempo, chegando à liderança no IBOPE na cidade. No programa, foram anunciados, ao vivo, os apresentadores da versão Paulista do programa. Os apresentadores Wilton Franco, Wagner Montes, Christina Rocha, José Cunha, Ana Davis e Sérgio Malandro, que retornaram ao Rio para desempenhar as suas funções em um curto prazo. Depois do término de O Povo na TV, o SBT transmitiu desenhos animados e seriados até 21h, quando foi exibido o musical Vamos Nessa, apresentado pelo cantor Dudu França. Às 22h, a Sessão das Dez e, à meia-noite, o jornalista Ferreira Neto comandou um programa de variedades, encerrando a programação do primeiro dia de transmissões do novo canal. Para comemorar tudo isto, Silvio Santos ofereceu um coquetel, na casa de espetáculos Oba-Oba, de Oswaldo Sargentelli, que seria também o apresentador de um dos programas do grupo, a Maravilhosa Música Brasileira, que era exibido às 22h30m, às quartas-feiras, na TVS do Rio de Janeiro.

### Década de 1980
Durante os primeiros anos, a programação do SBT apresentava as mesmas atrações da TVS, com pequenas alterações, preenchendo as 12 horas de programação obrigatória com filmes, desenhos animados como Pica-Pau, Popeye.Todos foram transmitidos no Show do Bozo.O programa é notado por ser um dos primeiros programas interativos da televisão brasileira. Em 16 de novembro estreava Show sem Limite, com J. Silvestre; dois dias mais tarde estreava o telejornal Noticentro, que representava os 5% exigidos pela lei, e com o know-how da TVS, o Programa Silvio Santos que ocupava 10 horas da grade de domingo. Ainda em 1981, estreava Alegria 81, primeiro programa humorístico do SBT, com outro programa, o Reapertura, uma sátira à "abertura política" pela qual a política brasileira estava passando. No início da emissora, nasceu o viés popular da emissora com programas como Moacyr Franco Show, O Homem do Sapato Branco, O Povo na TV e Almoço com as Estrelas. O SBT alcançou rapidamente uma posição de destaque em audiência, chegando a uma participação de 24% no seu primeiro ano de operação. A rede dirigia a sua programação para classes sociais definidas como B2, C e D1, que representavam na época 61% da população. Em 1982, o SBT tinha 22 emissoras afiliadas e 2 500 funcionários. A estratégia teve êxito e o SBT passou rapidamente à condição de vice-líder do mercado, aumentou a sua participação em audiência para 30% no segundo ano de operação. Porém, a estratégia popular da emissora só obteve resultado na audiência, enquanto o faturamento era baixo, a TV Globo continuava líder, mas diminuiu a sua participação em audiência de 60% para 45%. A Rede Bandeirantes ficava entre 7% e 8%. O SBT não passou de uma fatia de 5% do faturamento publicitário da televisão brasileira. Nesses dois anos de existência, a audiência cresceu 25% e agregou 21 emissoras à sua rede.

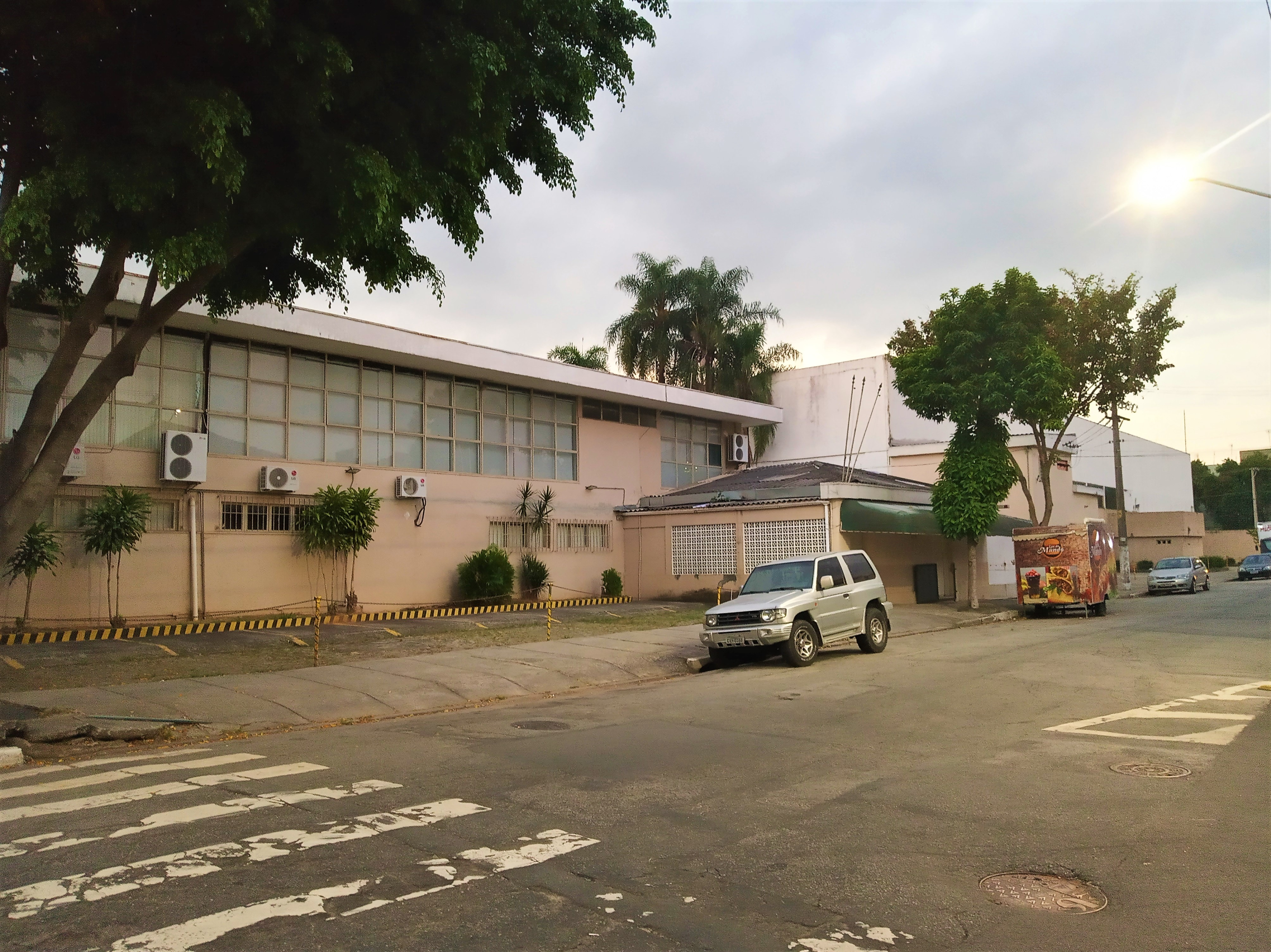
Antiga sede do SBT no bairro da Vila Guilherme em São Paulo

A guerra contra a Globo começou em 1985, Silvio Santos no seu programa, simplesmente avisava aos telespectadores: “Logo depois da novela da Globo, vocês poderão assistir a um filme sensacional: Pássaros Feridos. Não precisa deixar de assistir à novela. Vejam a novela e depois vejam o filme”. Em resposta, a Globo esticou o Jornal Nacional e a novela das oito, Roque Santeiro, o SBT exibia desenhos animados, esperando o encerramento da novela, e parava os desenhos animados pela metade para exibir Pássaros Feridos que havia sido dividido em cinco episódios. O resultado foi satisfatório em São Paulo, 47% de audiência para o SBT, contra 27% da Globo. O SBT exibiu o filme em outras ocasiões, como em sua última exibição em 2006, que foi um fiasco.
A segunda fase do SBT entre 1983 e 1987 passou a apresentar programas populares, mas já buscando uma qualidade que ajudasse no comercial. Em 1983, J. Silvestre se desentende com o SBT e deixa a emissora. No dia 13 de abril de 1983 foi anunciado a ida de Sérgio Chapelin para o SBT, onde comandaria o Show sem Limite, que iria bater de frente com o Programa J. Silvestre, que tinha ido para a Bandeirantes. Na estreia de Chapelin, Show sem Limite venceu a Globo, que exibia Viva o Gordo e o seriado Casal 20. A Globo passou a boicotar comerciais de Chapelin, assim ele retornou a emissora no primeiro semestre do ano posterior, e Murilo Nery assumiu o Show sem Limite. Em 23 de outubro de 1987, Silvio Santos interrompeu ao vivo o Noticentro para anunciar a contratação de Jô Soares, que ao ir para o SBT também passou a ser vetado na Globo, o humorista criticou Boni no Troféu Imprensa por essa razão. Entre 1988 e 1989, o SBT ainda tentou, sem êxito, a contratação dos então globais Xuxa, Renato Aragão e João Kléber. Em 1989, Chico Anysio chegou a acertar a sua ida para o SBT, mas pouco tempo depois, a emissora carioca cobriu a proposta e Anysio permaneceu na Globo.
Os ataques à concorrência não se restringiram apenas a Globo; a Bandeirantes foi desfalcada pelo SBT com as contratações de Flávio Cavalcanti em 1983 e três anos mais tarde a de Hebe Camargo. Silvio conseguiu tirar da Globo, A Praça É Nossa em 1987, e tentou contratar, sem êxito, Nair Bello e Ronald Golias da Bandeirantes e Angélica da Manchete em 1988. e contratando Luís Carlos Miele da Manchete em 1989. Ainda em 1988, o então editor-chefe do jornal Folha de S.Paulo, Boris Casoy, estreia apresentando o TJ Brasil, trazendo o conceito de âncora. A emissora francesa TF1 fechou um acordo com o SBT para a transmissão diária de três minutos de imagens geradas pela emissora no noticiário de Boris Casoy.
Em 17 de agosto de 1988, numa quarta-feira, o SBT havia anunciado durante um mês a estreia do Cinema em Casa com a exibição de Rambo — Programado Para Matar às 21h20, mas a TV Globo anunciou a exibição do filme Rambo II — A Missão no mesmo horário, na sessão Cinema Especial. Ao saber da tal manobra, a emissora de Silvio Santos foi categórica em cancelar a apresentação do longa, porém "voltou atrás" como estratégia (porque o telespectador do SBT sabia que a programação poderia sofrer alterações de última hora), mas quando filme começou na Globo, inseriu o slide sobre o adiamento do filme: "Assista hoje o filme do Rambo na Globo. Mas no dia 26 assista Rambo aqui no SBT". Rambo II rendeu índice de 61 pontos de audiência à TV Globo.
Já no dia 26 de agosto, o SBT agendou a exibição do filme Rambo. A Globo exibiu um capítulo duplo da novela Vale Tudo, que terminou às 22h15. Para não ter que concorrer com o folhetim, o SBT paralisou a programação e exibiu por 50 minutos um slide com a seguinte mensagem: "Não se preocupe, quando terminar a novela da Globo, você vai ver Rambo". Assim, a emissora paulista venceu a Globo na audiência.
Em 1988, a Globo contratou Gugu Liberato, que comandava o Viva a Noite, mas Silvio Santos, que apresentava problemas na voz, conseguiu convencer Roberto Marinho a rescindir o contrato. A multa da quebra de contrato não foi paga até 1989,quando a Globo usou o seu departamento jurídico tomar as providências necessárias. O número de afiliadas do SBT em 1988 passou de 33 para 44 e continuou a aumentar nos anos seguintes. Terminando a década de 1980 como a segunda maior rede de televisão do Brasil, exceto em alguns estados como o Rio de Janeiro, em que a emissora disputava ponto a ponto no IBOPE com a Rede Manchete pelo segundo lugar. Animado com os resultados, a W/Brasil lança para o SBT os slogans "Liderança absoluta do segundo lugar", "Líder absoluto da vice-liderança" e "Quem procura, acha aqui".
A receita publicitária cresceu em 15% com o investimento no público A e B. Em 1989, contrata Walter Avancini para elaborar seu departamento de teledramaturgia, estreando Brasileiras e Brasileiros, que foi um retumbante fracasso. A emissora ainda pretendia continuar a teledramaturgia e contratou Roberto Farias para a direção da nova novela da emissora, ainda sem título escolhido. Para o elenco, Roberto convidou o irmão Reginaldo Faria, além dos atores Eva Wilma, Carlos Zara, Inês Galvão e Flávio Galvão (todos tinham contratos ainda vigentes na Globo), mas apenas Flávio aceitou. Pouco tempo depois, o SBT demitiu cerca de 300 pessoas do núcleo de novelas da emissora e desmontou o departamento devido a sua baixa audiência, e o núcleo de novelas é encerrado.

### Década de 1990

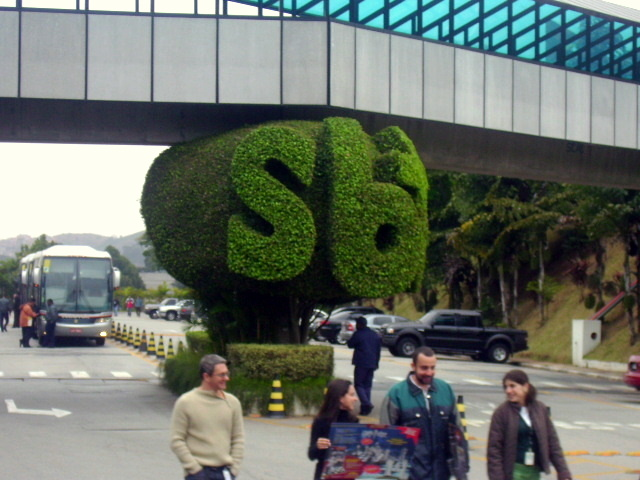
CDT da Anhanguera, localizado em Osasco

Na entrada dos anos de 1990, o SBT tinha 21% de participação em audiência e um faturamento anual de quase 140 milhões de dólares, ainda assim, em 1991, a emissora ainda operava no prejuízo e foi uma das principais empresas afetadas pelo Plano Collor. Em 1991, Silvio Santos recebeu uma proposta de venda da emissora por US$ 150 milhões. Silvio Santos foi questionado por um dos diretores se queria vender a emissora, respondendo "Não quero vender. E não recebo ninguém que queira conversar sobre a venda por menos de US$ 300 milhões". Para reverter a crise, a emissora passa a oferecer opções de compras de espaço publicitário aos anunciantes, contrata profissionais de marketing e vendas, investe em pesquisas e cria a Liderança Capitalização, cujo principal produto é o título de capitalização conhecido como Tele Sena. A programação qualitativa faz o SBT ter uma perda líquida de 22% de share, mas teve um aumento de 15% nas verbas publicitárias. A nova grade em comemoração aos 10 anos do SBT trazia Serginho Groisman com o Programa Livre, Vovó Mafalda substituía Bozo com o programa Dó Ré Mi, Festolândia com a ainda desconhecida Eliana, Hebe Camargo com Elas por Elas, Musidisc com Virgínia Novick, o jornalista popularesco Aqui Agora, Jornal do SBT com Lilian Witte Fibe, Grande Pai com Flávio Galvão, Sônia Lima, Débora Duarte e sua filha Paloma Duarte, Cláudia Mello, Patrícia Lucchesi e o clássico Topa Tudo Por Dinheiro com Silvio Santos.
Em julho de 1990, o SBT foi premiado com os programas Passa ou Repassa e Corrida Maluca no Grande Prêmio Mundial de Televisão, conferido pela rede japonesa NTV em comemoração aos 40 anos da primeira transmissão de TV. O prêmio foi disputado por 15 emissoras de nove países. A telenovela mexicana Carrossel estreia em 20 de maio de 1991 se tornando um sucesso imediato, chegando a registar médias de 16 pontos no IBOPE na cidade de São Paulo. 20 pontos, no IBOPE Em 25 de junho de 1991,a novela chegou aos 26 pontos no IBOPE e conquistou a vice-liderança. Com 25% de share, Carrusel chegou a ter 27 pontos de audiência, chegando a ficar poucos pontos atrás de O Dono do Mundo no mês de julho. Além de Carrusel, a também mexicana Simplemente María, estrelada por Victoria Ruffo, registrava médias de 20 pontos, a maior audiência do SBT fora da programação de domingo. Embora tivesse audiência, as novelas mexicanas não eram bem vistas, para tanto a agência de publicidade W/Brasil, que havia criado os novos slogans do SBT, fez um texto veiculado nos principais jornais do país, citando a novela global De Corpo e Alma, "Diogo amava Betina que doou o coração para Paloma que vai entregar o seu coração a Diogo. E depois é a gente que passa dramalhão mexicano". Para ilustrar a campanha, uma foto de Tarcísio Meira, que fazia Diogo, de bigode, característica dos atores do México. Outra polêmica envolvendo a Globo foi em 1992 quando a emissora carioca demitiu a jornalista Danuza Leão pela mesma ter elogiado o TJ Brasil, os jornalistas Boris Casoy e Lilian Witte Fibe e o programa Roletrando com Silvio Santos e também telejornais da Bandeirantes, sendo que o SBT se aproveitou do caso e estampou em capas de jornais, em tom de brincadeira, um convite para que a jornalista fosse para o SBT, onde se lia "Aqui você vai poder elogiar todos os que merecem. Inclusive a Globo".
Em 1992, o SBT fechou o primeiro quadrimestre daquele ano sem dívidas, sendo a primeira vez que isso aconteceu desde a criação da emissora, em 1981. A dívida do SBT foi constituída, segundo o então vice-presidente Guilherme Stoliar, no processo de formação da rede nacional, que em 1992, contava com 74 emissoras e também dos investimentos na programação do canal. Além de um investimento pesado em equipamentos e atrações, ainda ajudou para o crescimento da dívida a inflação nos períodos compreendidos e as despesas e faturamento. Em 1987, o SBT faturava US$40 milhões. Em 1991, o número havia crescido para US$ 130 milhões. A expectativa para 1992 era de um faturamento de US$ 150 milhões. Em 1993, o Programa Silvio Santos entra para o Guiness Book como o programa mais duradouro da televisão brasileira, com 31 anos ininterruptos no ar. Em 1994, deu início a construção do CDT da Anhanguera, o mais arrojado empreendimento realizado pelo Grupo Silvio Santos, um investimento na ordem de 120 milhões de reais. Em junho de 1995, o SBT alcançou a sua maior audiência na história da emissora até então, foram 42 pontos de média exibindo a Final da Copa do Brasil de Futebol de 1995.
As instalações da emissora eram espalhadas por cinco bairros da cidade de São Paulo, sendo eles: Vila Guilherme (estúdios principais); Rua dos Camarés, Carandiru (fábrica de cenários); Avenida Ataliba Leonel, Carandiru (Teatro Silvio Santos); Sumaré (torre de transmissão e estúdios secundários) e na Via Anhanguera (escritórios administrativos). Isso dificultava muito as operações da emissora e existia a necessidade de um local que pudesse centralizar, todas as atividades da emissora. Além disso, eram corriqueiras as enchentes nas instalações da emissora, como a ocorrida primeiro em 26 de janeiro de 1987, e a segunda em 19 de março de 1991. Por isso, em 1996, o CDT da Anhanguera foi inaugurado no dia do aniversário dos 15 anos da emissora. Neste ano, consegue com exclusividade a transmissão do Óscar, os direitos da Fórmula Indy e a transmissão da sua última Copa do Mundo em 1998. O SBT tenta negociar a vinda de Boni, mas a Globo não permite a negociação. Marília Gabriela estreava no De Frente com Gabi em 1 de março. Em 17 de maio de 1998, tem início a campanha do Teleton da AACD. Em 8 de setembro é anunciado a contratação de Ratinho e o retorno de Eduardo Lafon, vindos da Record. Neste ano, rumores e boatos sobre a venda da emissora começaram, a Televisa, a sua principal parceira de conteúdo, e há anos interessada em ingressar no Brasil, apareceu como a maior candidata à posse do canal, além dela, outros grupos, como Disney, Telefe e Sony, embora exista o impedimento constitucional à entrada de estrangeiros no mercado brasileiro de telecomunicações, mas o próprio Silvio Santos já manifestou, algumas vezes, a intenção de levar o SBT a uma fusão com outros sócios.

### Década de 2000
A partir de abril de 2000, o SBT assina parcerias com a Disney e Warner Bros., garantindo a emissora mais de mil filmes. No pacote, estavam filmes como Matrix, O Sexto Sentido, Cidade dos Anjos, De Olhos Bem Fechados, A Rocha, Operação Dumbo, Ace Ventura 2, Marte Ataca!, Con Air, 101 Dálmatas, O Carteiro e o Poeta e Armageddon. O acordo com a Warner também incluiu diversas séries como Um Maluco no Pedaço, Mortal Kombat: Conquest, Família Sporano. o SBT estreou o Cine Espetacular em abril com o filme Batman & Robin e alcançou uma média de 29 pontos no horário, contra a média de 16 da Globo. Em maio, com a exibição de Striptease na sessão, teve 32 pontos de média com pico de 38 contra 12 da Globo na medição do Ibope. Em 2001, alcançou quase 47 pontos de média e picos de 55 na final do reality show Casa dos Artistas, o maior índice de audiência de sua história. Este programa teve outras três edições, duas em 2002 e uma em 2004. A partir desse ano a emissora desiste de produzir o programa devido a vários processos judiciais movidos por acusação de plágio do formato de Big Brother da produtora holandesa Endemol.
Em 10 de julho de 2003, a revista Contigo! trouxe Silvio Santos na capa, onde o comunicador se dizia doente e afirmando que tinha vendido o SBT para Boni e a Televisa, sendo que ambos posteriormente negaram. Em 13 de julho, Silvio Santos entrou por telefone no Domingo Legal e conversando com Gugu Liberato, afirmando não passar de uma brincadeira, "Atendi o telefone que eu nem sabia o número ainda e ouvi a pergunta se era verdade que eu ia me aposentar. (...) Respondia às perguntas de uma forma que jamais iria imaginar que alguém fosse publicar (...) Foi uma brincadeira que não saiu como eu queria e que passou a ser uma brincadeira de mau gosto”. Depois de um prejuízo de R$ 33,7 milhões em 2003, o SBT fechou 2004 com um lucro líquido de pouco mais de R$ 3 milhões. Os executivos do SBT passaram o ano todo tentando evitar prejuízo. A emissora, apesar de demitir funcionários e cortar custos administrativos e de produção, só não fechou 2004 no vermelho porque teve uma reação espetacular no último trimestre, quando cresceu 25% (R$ 180 milhões), o seu melhor resultado trimestral em anos. Durante 2004, Silvio Santos decretou o fim dos programas ao vivo no SBT, alegando que gravados eram mais baratos e economizavam. Em 2005, Ana Paula Padrão fez reportagens na Coreia do Norte para o SBT Brasil, sendo o SBT, a primeira rede brasileira a entrar no país.
Em 5 de dezembro de 2004, exibiu pela primeira vez Harry Potter e a Pedra Filosofal, através da sessão Cine Especial, e foi a última vez que a emissora marcou mais de 30 pontos de audiência.

### Década de 2010
Após 25 anos com exclusividade nos seriados Chaves e Chapolin, em 26 de outubro de 2011, o canal infantil por assinatura Cartoon Network comprou a exibição das atrações.
Em 2013, a emissora anunciou que seu faturamento em 2012 havia ultrapassado a marca de R$ 1 bilhão de reais, valor nunca antes atingido, em grande parte devido ao sucesso da novela infantil Carrossel, que propiciou lucros multimilionários à emissora. Glen Valente, diretor comercial da rede, disse que ela cresceu 10,3%, segundo dados da empresa Intermeios. Na época, o SBT possuía mais de 1,6 milhões de seguidores no Twitter, e no Facebook, é a rede de televisão aberta com maior número de curtidas em sua página oficial, totalizando 8,5 milhões de seguidores.
Em dezembro de 2013, o SBT anunciou a contratação do comediante Danilo Gentili e da equipe de seu programa na Band, o Agora É Tarde. No SBT, o comediante passou a apresentar o The Noite com Danilo Gentili, que estreou em março de 2014. Com a estreia de Gentili no SBT, a emissora voltou a ter um late-night talk show na grade, formato no qual introduziu no Brasil com o Jô Soares Onze e Meia, exibido de 1988 a 1999. A emissora anunciou também o retorno do apresentador Otávio Mesquita para apresentar uma nova versão do programa Perfil que apresentara anteriormente no canal, chamada de Okay Pessoal!!!.
Em agosto de 2014, na comemoração aos 33 anos do SBT, foi lançado uma nova versão de seu logotipo. No novo logo, os brilhos e os volumes em 3D dão lugar a uma composição 2D, que sobrepõe várias elipses coloridas, simbolizando a agilidade, a modernidade e o constante processo de evolução da emissora. Para Fernando Pelegio, diretor de planejamento artístico do SBT, o novo logotipo é uma evolução do anterior. No exercício do ano de 2014, o SBT teve faturamento acima de R$ 1 bilhão, fato que ocorre pela primeira vez na história da emissora.
Em 2015, o SBT anunciou um novo acordo com a The Walt Disney Company, no qual previa a exibição de um bloco de programas produzidos pela companhia. O Mundo Disney estreou no dia 31 de agosto, e desde então passou a ocupar duas horas na grade de programação diária da emissora. A estreia do bloco acabou alterando o horário de exibição dos programas Bom Dia & Companhia, Sábado Animado e Domingo Legal. Com a perda de horário do Domingo Legal, o apresentador do programa, Celso Portiolli, ganhou uma nova atração, chamada de Sabadão com Celso Portiolli. No mesmo ano, o Vrum, programa sobre automobilismo que era exibido desde 2008 em coprodução com a TV Alterosa, é substituído pelo Acelerados.
Em agosto de 2016, Mamma Bruschetta e Leão Lobo, vindos da TV Gazeta, foram contratados para comandar o programa vespertino Fofocando. O objetivo principal da nova atração era ampliar a vantagem de audiência do SBT sobre a Record, que no mesmo horário exibia o quadro, de formato similar, A Hora da Venenosa, dentro do jornalístico Balanço Geral. Tal resultado não foi alcançado em seus primeiros meses de exibição e a atração teve diversas alterações de horário: inicialmente, era exibido às 14h15, depois começou a entrar no ar às 13h45, em seguida voltou para às 14h15, depois passou a ir ao ar às 13h15, voltando novamente às 13h45 em seguida, e na penúltima mudança, mudou-se para a faixa das 8h. O programa voltou a ser exibido durante a tarde em janeiro de 2017, quando mudou o nome para Fofocalizando.
No mesmo ano, após o fim de Cúmplices de um Resgate, a emissora começou a exibir uma nova produção infantil, Carinha de Anjo, escrita por Leonor Corrêa, adaptada da novela mexicana Carita de ángel. Os palhaços Patati Patatá retornam à programação, agora com o semanal Parque Patati Patatá, já exibido pelo canal pago Discovery Kids. Também estreiam os realitys BBQ Brasil: Churrasco na Brasa, Corre e Costura com Alexandre Herchcovitch e Duelo de Mães, além da série brasileira A Garota da Moto, produzida pelo SBT em parceria com a Fox Networks Group e a Mixer.
Para o início de 2017, a emissora planejava algumas mudanças na sua grade de programação aos sábados. O apresentador Raul Gil, que tinha sido dispensado no final de 2016, deveria encerrar seu programa no primeiro trimestre de 2017, dando lugar a um novo programa de Celso Portiolli. Desta forma, o Domingo Legal e o Sabadão seriam encerrados, com Portiolli encarregado apenas de apresentar a atração que daria lugar ao Programa Raul Gil. Essas mudanças não foram efetivadas e Raul Gil acabou tendo a renovação de seu contrato com o SBT. O único programa que saiu do ar foi o Sabadão com Celso Portiolli, que foi encerrado em fevereiro.
Outra mudança envolveu Otávio Mesquita, que passou a apresentar o Operação Mesquita. O apresentador tinha deixado de apresentar o diário Okay Pessoal!!! em setembro do ano passado, quando decidiu se dedicar integralmente ao seu novo programa, de periodicidade semanal. Insatisfeito com o horário, Mesquita pediu a direção do SBT que mudasse o horário do programa para os domingos, após o Conexão Repórter. A mudança foi aceita pela direção, que promoveu uma segunda mudança de horário: o programa ganhou mais um dia de exibição e passou a ser exibido às sextas e aos sábados. Outra mudança envolveu a série Arqueiro, que substituiu o horário antes destinado a sessão de filmes Cine Belas Artes.
Também aos sábados, estreia o reality Fábrica de Casamentos, atração na qual se promove casamentos comandada por Chris Flores e por Carlos Bertolazzi. Nos domingos, estreiam o Acontece lá em Casa, com apresentação da atriz Gabi Ribeiro e sua mãe, a psicóloga Betty Monteiro, no qual ajudam 13 mães a melhorar o relacionamento com seus filhos, e o Tô de Férias, apresentado pelo ator Mário Frias, que faz viagens na companhia de sua esposa e filhos, além de ser responsável pela direção artística. A atração tomou o lugar do Turismo e Aventura, sendo que a empresa idealizadora do programa entrou com processo na justiça contra a emissora por quebra de contrato.

### Década de 2020
Em 2021, entra como apresentadora do Programa Silvio Santos Patrícia Abravanel, substituindo Silvio Santos durante 8 meses devido ao alastramento da pandemia da COVID-19, já que este era do grupo de risco. Ele chegou a apresentar o programa em agosto do mesmo ano, porém contraiu o vírus, se afastando novamente.
  
Também em 2021 o SBT comprou da Europa Filmes 35 filmes da franquia Os Trapalhões para exibir na emissora.
Em maio de 2022, Silvio Santos retorna às gravações do programa epônimo, dividindo alguns quadros com a Patrícia. Em setembro de do mesmo ano, Silvio gravou seu último Programa Silvio Santos como apresentador, cuja exibição se deu no ano seguinte. Patrícia segue em definitivo como a apresentadora do PSS até os dias atuais.
Em 2023, após apresentar a edição de Carnaval do SBT Folia, o canal anunciou a contratação da jornalista Michelle Barros, para um projeto de nova revista eletrônica das manhãs com estreia prevista para 2024. Também para esse mesmo projeto, foi contratada a apresentadora Regina Volpato.

## Programação

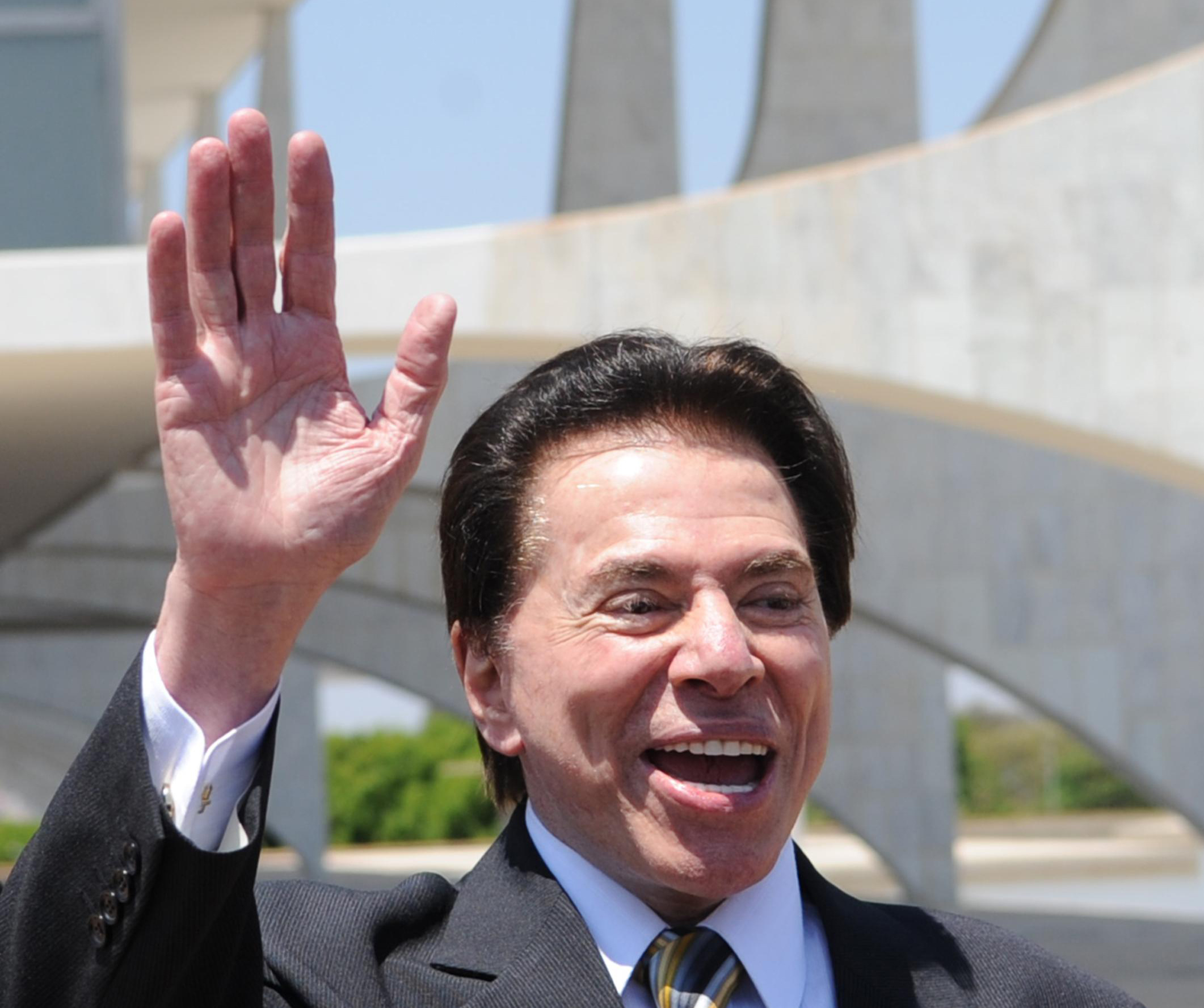
O proprietário e principal apresentador da emissora, Silvio Santos.

### Programas de auditório e entretenimento

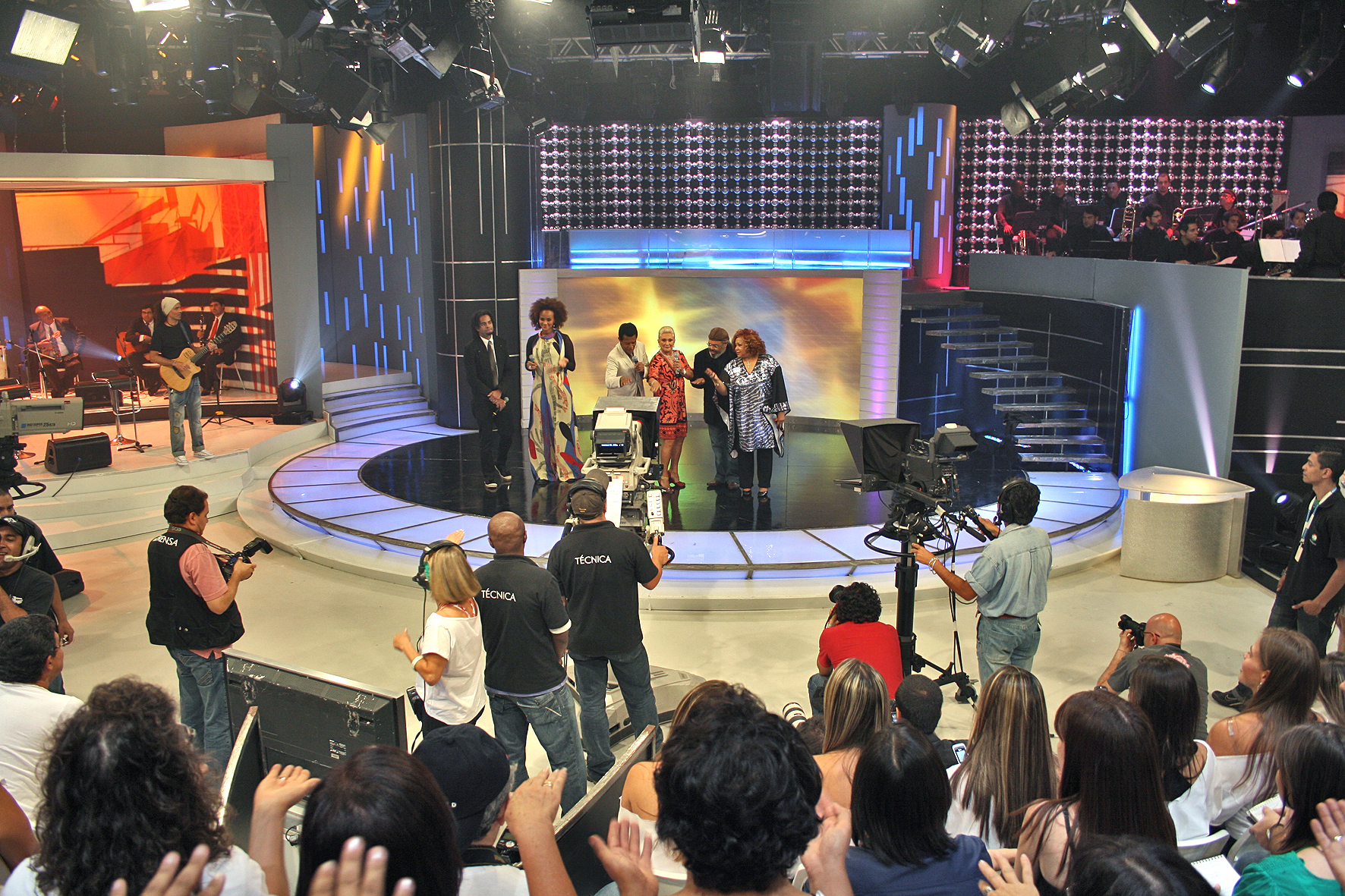
Gravações do programa Hebe no CDT da Anhanguera.

Em seus primeiros meses no ar, o SBT aproveitou vários programas da extinta Rede Tupi. Silvio Santos, sempre dedicou-se aos programas de auditório e por isso, criou-se uma tradição desse formato na emissora. O Programa Silvio Santos é a atração mais duradoura da emissora e já era consagrada no Brasil desde 1962, ano que o apresentador iniciou sua carreira na televisão, tendo sido exibido na TV Paulista, TV Globo, Rede Tupi, TVS, e a Rede de Emissoras Independentes. Em estes anos o programa já teve quase 100 quadros apresentados pelo próprio Silvio Santos, além de atrações comandadas por Adriane Galisteu, Gugu Liberato, Celso Portiolli, Hebe Camargo, Ratinho, Otávio Mesquita, Eliana e outros. A emissora foi responsável por trazer ao Brasil vários reality shows de diversos formatos, a Casa dos Artistas foi o primeiro fenômeno do gênero, estreando de surpresa em 28 de outubro de 2001 com apresentação de Silvio Santos, este programa foi responsável pela maior audiência da história do SBT, alcançando quase 47 pontos de média e picos de 55 na final.

### Jornalismo

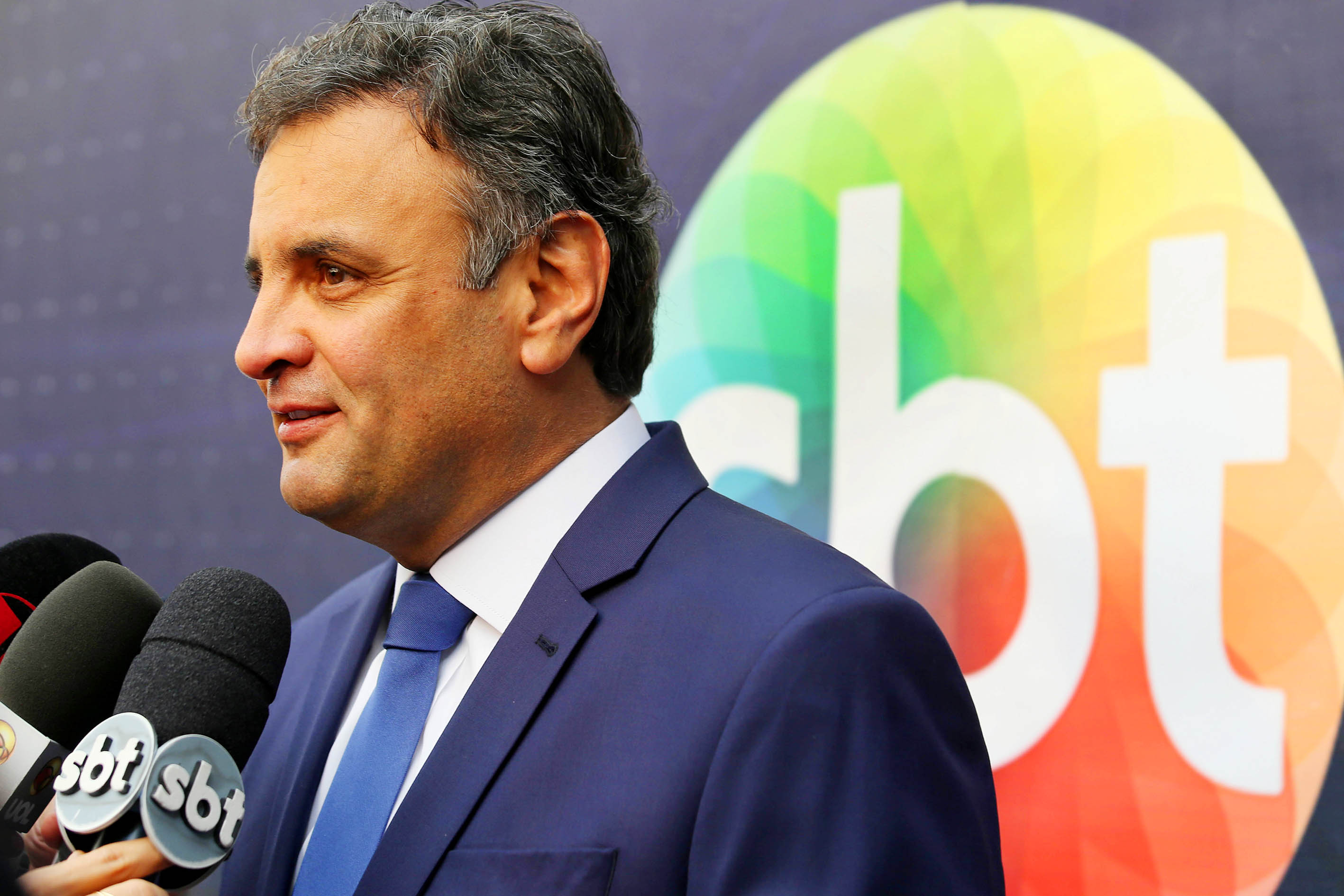
Aécio Neves, candidato à presidência da República em 2014, durante debate no SBT.

O jornalismo da emissora na década de 1980 era inicialmente composto pelo programa O Povo na TV, uma mistura de programa jornalístico com entretenimento, e que se baseava num programa apresentado por Wilton Franco na Rede Tupi, Aqui e Agora: o Povo na TV. No entanto, os investimentos do canal no setor eram poucos. O Noticentro, exibido entre 1981 e 1988, havia surgido para cumprir a lei do jornalismo obrigatório, e teve como apresentadores Antonio Casale, Gilberto Ribeiro, Lívio Carneiro, Antonio Freitas e Roberto Souza.
No entanto, a grande sacada do canal no setor foi o TJ Brasil, exibido entre 1988 e 1997. O telejornal que substituiu o Noticentro, inseriu no jornalismo televisivo brasileiro a figura do âncora, importada dos telejornais norte-americanos, onde Boris Casoy tecia uma breve opinião sobre as matérias logo após a sua exibição, e muitas vezes críticas ácidas, como na época do escândalo de corrupção que ocasionou o processo de impeachment do então presidente Fernando Collor de Mello. Calcado no sucesso do telejornal, várias afiliadas e emissoras próprias do SBT adotaram versões locais ou similares ao mesmo. A própria emissora passou a investir no jornalismo com a estreia das variantes do telejornal, o TJ Manhã, TJ Noite e TJ Internacional.
Na década de 1990, a emissora se notabilizou com o jornalismo mundo-cão, apresentando programas como o Documento Especial, trazido da Rede Manchete pelo seu diretor Nelson Hoineff, e o Aqui Agora, notável jornalístico policial, sendo o percussor dos vários derivados existentes atualmente, cobrindo assassinatos, tiroteios, perseguições policiais ao vivo, dentre vários outros fatos marcantes. O jornalístico também lançou as tendências das imagens de cinegrafistas amadores, além das notícias acompanhadas por resumos em geradores de caracteres, práticas que seriam adotadas por outros jornalísticos futuramente. Naquela época, destacaram-se os jornalistas Ivo Morganti, Sonia Abrão, Magdalena Bonfiglioli, Sérgio Ewerton, Patrícia Godoy, Christina Rocha, Celso Russomano, Gil Gomes, Wagner Montes e César Tralli. Surgiram também nesta época o Jornal do SBT, que entre 1997 e 1998 foi coproduzido pelo canal de televisão por assinatura CBS Telenotícias, a partir de seus estúdios em Miami, e o SBT Repórter, programa jornalístico que apresentava matérias jornalísticas em forma de documentário, sendo exibido entre 1995 e 2013. No fim da década de 1990, porém, as grandes produções do canal como o TJ Brasil e o Aqui Agora deixam a grade, e somado ao interesse de Silvio Santos em priorizar as produções de entretenimento, o jornalismo da emissora, tanto à nível nacional como local, passa a sofrer com a falta de investimentos.
A emissora inicia a década de 2000 tendo apenas o Jornal do SBT e o SBT Repórter como principais produções jornalísticas. O SBT chegou a contar, a partir de 2000, com o SBT Notícias, que era exibido durante a madrugada, e em 2001 com o TJ Manhã, apresentado por Patrícia Pioltini. Os telejornais saíram da grade em 2003. A situação permanece a mesma até 2005, após a debandada de várias afiliadas que alegavam a falta de investimento no setor como o motivo de desfiliação. Dessa forma, a emissora volta a investir no setor, com a estreia do Jornal do SBT Manhã, apresentado por Joyce Ribeiro, e o SBT Brasil, apresentado por Ana Paula Padrão.
Em fevereiro de 2014, o Partido Comunista do Brasil (PCdoB) enviou para o Governo Federal um questionamento, no qual solicitava um corte de 150 milhões de reais em publicidade estatal para a emissora, devido a um comentário feito pela jornalista Rachel Sheherazade no SBT Brasil. A jornalista comentou que "era até compreensível" a ação de um grupo de pessoas que espancou um assaltante adolescente e o prendeu pelo pescoço a um poste com uma tranca de bicicleta, e que tal ato foi uma "legítima defesa coletiva" contra a violência urbana. Depois de tal episódio, os âncoras do SBT deixaram de emitir suas opiniões nos telejornais da emissora, culminando também na dispensa dos comentaristas Carlos Chagas, Denise Campos de Toledo e José Nêumanne Pinto.
Com tal atitude do SBT, outros veículos de comunicação acabaram dando espaço para os comentários dos jornalistas. A TV Gazeta acabou contratando José Nêumanne Pinto logo em seguida, e, no ano seguinte, Denise Campos de Toledo. Carlos Chagas se transferiu para a CNT, onde permaneceu até o final de 2016, pouco tempo antes de seu falecimento. Já Rachel Sheherazade, por sua vez, se juntou a Joseval Peixoto, Denise Campos de Toledo e José Nêumanne Pinto no time de jornalismo da Jovem Pan, quando passou a ancorar o Jornal da Manhã no final de 2014. A jornalista deixou a Jovem Pan em 2015, por questões pessoais, mas seguiu como âncora do SBT Brasil.
Ainda em 2014, a edição local e a segunda edição do SBT Manhã são substituídas pelo Notícias da Manhã, apresentado por César Filho. Dois meses depois, o programa passou a ocupar integralmente a faixa de exibição do antigo telejornal das 6h00 às 9h00. Com a ida de César Filho para a Record, o programa foi assumido por Neila Medeiros, mas foi cancelado em 2015 devido à baixa audiência, deixando a faixa matinal da emissora apenas com programação infantil. No dia 13 de abril de 2015, a emissora iria exibir novamente o SBT Manhã porém, a emissora preferiu exibir no horário uma hora a mais da reprise do Jornal do SBT. E ainda no mesmo ano, extinguiu os boletins jornalísticos que eram exibidos durante a programação.
Em março de 2016, estreia o telejornal matinal Primeiro Impacto, com Karyn Bravo e Joyce Ribeiro. Com os bons índices conquistados por reprises do Jornal do SBT, que substituiu uma sessão de desenhos, Silvio Santos decidiu recolocar um jornal na faixa, que não contava com uma produção inédita desde o cancelamento do Notícias da Manhã, em 2015. A atração se baseou no formato do norte-americano Primer impacto, da rede Univision, que transmite os seus programas em língua espanhola. O novo programa não ampliou os índices do SBT de forma significativa e, em outubro do mesmo ano, o noticiário passa a ser ancorado, no lugar de Joyce e Karyn, pelo jovem e inexperiente Dudu Camargo.
Em setembro do mesmo ano, entra no ar o telejornal SBT Notícias, que preencheu o espaço na grade de programação durante a madrugada antes ocupado pelas séries distribuídas pela Warner Bros., que foram removidas após a TV Globo fechar um acordo com a empresa, apesar do SBT ter mantido os direitos sobre elas. No final do ano, o Jornal do SBT e o Primeiro Impacto foram cancelados, em favor do SBT Notícias. A substituição destes telejornais pelo SBT Notícias deve-se a uma redução de gastos na emissora.
Em fevereiro, o telejornal Primeiro Impacto volta a ser exibido, novamente sob o comando de Dudu Camargo. A volta do telejornal tinha sido prometida para o mês de janeiro, mas a reestreia foi cancelada no mesmo dia em que ela foi anunciada. O horário planejado para a volta do Primeiro Impacto era aquele ocupado pelo Clube do Chaves, uma sessão que reúne os seriados criados por Roberto Gómez Bolaños, que ocupou o lugar do Fofocando, que tinha mudado de horário para as manhãs.
Ainda em fevereiro, o SBT contrata o apresentador Marcão do Povo, recém-demitido da Record Brasília. Na nova casa, Marcão passou a ancorar uma faixa do Primeiro Impacto. Desta forma, Dudu Camargo passou a ancorar a faixa entre 6h e 7h15 e o tempo restante, até às 8h30, passou a ser apresentado por Marcão do Povo. O telejornal passou a ser exibido durante a tarde por um breve período, entrando no ar ao meio-dia. Devido à queda nos índices, se comparado com que a emissora marcava antes, o Primeiro Impacto retornou ao seu antigo horário, sendo que após o fim do contrato com a Disney o Primeiro Impacto passou a ser exibido das 6h às 10h30, aumentando mais o tempo de Marcão do Povo no ar. Desde junho de 2019 o Primeiro Impacto passou a iniciar às 4h da manhã devido à extinção do SBT Notícias.

### Programas infantis (1981–presente)
O SBT herdou um grande acervo de desenhos animados da TVS e se tornou referência com esse formato de programa de televisão voltado às crianças com a estreia do Bozo em 1981, atingindo, por mais de 10 anos, um grande sucesso. Em 9 de julho de 1983, o SBT exibiu 1º Festival Internacional da Criança, com apresentação de Giovanna, programa que revelaria talentos como Patrícia Marx, Luciano Nassyn e Juninho Bill, que tempos depois integrariam o conjunto Trem da Alegria. À época, o programa rendeu um LP lançado pela RCA Victor em parceria com a emissora e ainda a participação do vencedor do concurso (que foi Jefferson Pinas, de 13 anos) no "América, esta é sua Canção", em Orlando, nos Estados Unidos.
Ainda na década de 1980, o SBT promoveu a Parada do Dia das Crianças, inspirado nas grandes paradas e desfiles que acontecem nos Estados Unidos, Silvio Santos decidiu realizar uma versão brasileira da parada. Em 12 de outubro de 1986, um domingo, a partir das 9 da manhã, o SBT realizou a sua primeira Parada do Dia das Crianças, que se repetiria em 1987 quando o desfile começava na Avenida Rubem Berta (Aeroporto), percorria a Avenida 23 de Maio, Vale do Anhangabaú, Avenida Tiradentes e terminava na Praça Campo de Bagatelle, no Santana. Um percurso que totalizava 22 km. Os desfiles traziam as personalidades da emissora e figurantes vestidos como Superman, Batman e Mulher Maravilha. A parada de 1988 é marcada pela presença dos personagens de Walt Disney, que estiveram no país devido às comemorações dos 60 anos do Mickey Mouse, tendo levado 2 milhões de pessoas nas ruas.

### Programas humorísticos (1987–presente)
Os primeiros programas humorísticos do SBT foram produzidos para aproveitar o elenco da Rede Tupi. A principal atração do gênero no início do SBT era o Reapertura, uma remontagem do Abertura com elenco encabeçado por Geraldo Alves, Tutuca e Maria Teresa Fróes. Alegria 81 foi outra produção humorística produzida. Entre 1984 a 2020, o SBT exibiu os programas do Chespirito, como Chaves e Chapolin.

### Teledramaturgia
Após a inauguração da TVS no Rio de Janeiro, os Estúdios Silvio Santos produziram O Espantalho que foi exibida pela Rede Record e suas afiliadas em 1977, emissora que Silvio Santos era acionista, posteriormente seria reprisada pela TVS no mesmo ano, em 1979 pela Rede Tupi e pelo SBT em 1983. Em 1978, foi produzida mais uma telenovela, mas que não seria exibida pelo SBT, Solar Paraíso foi a segunda e única telenovela produzida e exibida apenas na TVS no Rio de Janeiro.

#### Telenovelas originais (1990–presente)
Na década de 1990, o SBT exibiu a novela Brasileiras e Brasileiros com enfoque na vida social dos pobres. Em 1994 o diretor Nilton Travesso entra para a emissora e restaura o núcleo de teledramaturgia. Nesse período, se destacam as requintadas produções de época As Pupilas do Senhor Reitor, Sangue do Meu Sangue, Os Ossos do Barão, Fascinação e as contemporâneas Colégio Brasil, Dona Anja e Razão de Viver. A aquisição de textos argentinos, cubanos e mexicanos promoveu a adaptação de inúmeras tramas, entre elas Antônio Alves Taxista, Pérola Negra, O Direito de Nascer, Pícara Sonhadora, Amor e Ódio, Marisol, Pequena Travessa, Jamais Te Esquecerei, Canavial de Paixões, Seus Olhos e Esmeralda.
Em 2010, Tiago Santiago estreia escrevendo Uma Rosa com Amor. Tão logo, ele escreve, no mesmo ano, Amor e Revolução com tema sobre a ditadura militar no Brasil. Ao mesmo tempo, a novela exibe um beijo homossexual entre duas mulheres.
Em 2012, leva ao ar um remake da mexicana A Mentira, sob o título de Corações Feridos. Estreando em 21 de maio de 2012, a telenovela adaptada por Íris Abravanel, Carrossel conquistou altos índices no Ibope na Grande São Paulo. A sua maior audiência foi na sua segunda exibição com média de 15,0 e pico de 17,0 pontos. O seu maior recorde negativo foi em 25 de dezembro de 2012 marcando 5 pontos de média (devido ao baixo número de TVs ligadas neste dia), ainda assim ficando à frente da Rede Record e da RedeTV!. Com o sucesso de Carrossel junto ao público infantil, no dia 15 de julho de 2013, estreou a nova versão do sucesso dos anos 1990, Chiquititas. Íris Abravanel é a responsável pela adaptação que, dessa vez, será ambientada no Brasil e com produção própria.

#### Telenovelas estrangeiras (1982–presente)
O SBT é bastante conhecido por exibir no Brasil as telenovelas do canal Las Estrellas, que pertence ao Grupo Televisa, principal rede de televisão aberta do México. Em 5 de abril de 1982, estreava Os Ricos também Choram, a primeira telenovela da Televisa transmitida pela emissora e que obteve grande êxito. Em 20 de maio de 1991, estreava Carrossel, outro grande sucesso. Dentre as principais telenovelas do Canal de las Estrellas exibidas pelo SBT. Feito em 2000, o contrato do SBT com a Televisa previa exclusividade na exibição das produções mexicanas e impedia a emissora de produzir novelas com textos brasileiros. Em 25 de abril de 2008 foi anunciado a parceria de coprodução com a Rede Record para as novelas La fea más bella e Rebelde durante cinco anos. Antecipadamente o SBT havia quitado a compra para a versão da telenovela Revelação que foi exibida em 2008. Após a rescisão do contrato com a Rede Record, o SBT fechou novamente contrato com a Televisa até 2015, não havendo pagamento das telenovelas adiante, passando também a adaptar produções originais. Diferentemente do SBT, a Rede Record precisou pagar pela compra dos direitos autorais. Uma nova parceria de exclusividade entre os canais deve ser anunciada em 2014, incluindo uma flexibilização em relação à produção de conteúdo no Brasil.
Em 2023, o SBT e a Televisa anunciaram a renovação da parceria que se estende há mais de 40 anos, até 2028. O novo acordo, garante ao canal brasileiro, a exibição exclusiva das telenovelas mexicanas em TV aberta.

#### Seriados
Em 1982, foi ao ar Pensão da Inocência, produção independente da Art Video. Em 1985, a produtora Miksom criou o seriado Joana para a Rede Manchete, mas desentendimentos entre a produtora e a Manchete encerraram a parceria. Silvio Santos se interessou pela série, e passou a exibir a outra temporada de Joana no SBT, protagonizada por Regina Duarte. Em 1990, o SBT decidiu fazer um remake de Alô, Doçura!, um antigo sucesso da Rede Tupi da década de 1950, do qual já não existiam mais episódios gravados.
Em 2002, uma microssérie nacional de produção independente chamada O Cangaceiro — A Série, foi anunciada a sua exibição pelo SBT, porém não foi apresentada pela emissora, ela teria quatro capítulos de 52 minutos cada um e seus protagonistas são Paulo Gorgulho e Luiza Tomé.

### Transmissões esportivas (1990–2008; 2017–presente)
A emissora chegou a transmitir na década de 1990 a Copa do Brasil, onde alcançou a segunda maior audiência na história da emissora, foram 42 pontos de média exibindo a Final da Copa do Brasil de Futebol de 1995. Também exibiu jogos do Torneio Rio-São Paulo, as finais da Recopa Sul-Americana de 1994 e Troféu Teresa Herrera de 1994, as edições de 1995, e 1996 da Copa Conmebol, a Copa Ouro da CONCACAF de 2003, Copa Master da Conmebol, Copa Centenário de Belo Horizonte, Copa Master da Supercopa, Campeonato Carioca, Eliminatórias da Copa, Copa Interamericana e a Copa Mercosul, de 1998. Jogos do Campeonato Brasileiro chegaram a ser transmitidos ao vivo, como o jogo Internacional e Atlético Mineiro pelo Brasileirão de 1982, e Fluminense e Coritiba pelo Brasileirão de 1986. No ano seguinte, a emissora exibiu a polêmica final entre Sport e Guarani pela Copa União. Amistosos da Seleção Brasileira de Futebol foram transmitidos pela emissora, como a partida Brasil 0 e Hungria 3 em 16 de março de 1986, diretamente de Budapeste, capital da Hungria, como preparação da Seleção Brasileira para a Copa do Mundo daquele ano. Outros amistosos foram entre New York Cosmos e Seleção do Mundo em 1984, e Itália e Costa Rica em 1994.
O SBT ainda realizou um campeonato nacional à parte, que contou com a participação de grandes clubes brasileiros, o campeonato foi chamado de Festival Brasileiro de Futebol, mas o campeonato só contou com uma edição, exibido em 1997.[carece de fontes?] A emissora ainda tentou trazer novamente o Torneio Rio-São Paulo a partir de 2004. Também promoveu os torneios amistosos da Taça Maria Quitéria, e a Copa dos Campeões Mundiais. O SBT ainda transmitiu as Copas do Mundo de 1986, 1990, 1994, e 1998.
A rede exibiu lutas de boxe como a entre o brasileiro Maguila que venceu o argentino Mario Oscar Melo em 26 de junho de 1993. O SBT também foi o primeiro a transmitir um evento do UFC ao vivo por um canal de TV aberta no Brasil. Logo após a saída de Vitor Belfort, do programa Casa dos Artistas, no SBT, o canal comprou alguns eventos onde o lutador brasileiro fosse atuar, entre eles, o UFC 37.5, a luta principal foi entre Chuck Lidell e Vitor Belfort, pela categoria dos meio pesados do UFC ocorrido em 22 de junho de 2002. A partir de janeiro de 2008, a emissora apresentou os programas de televisão de wrestling profissional produzidos pela WWE, WWE Raw e o WWE SmackDown nas tardes de sábado da emissora.
Em 30 de outubro de 2017, após um hiato de mais de dez anos em transmissões esportivas, o SBT firmou acordo com a Liga do Nordeste para a transmissão da Copa do Nordeste de Futebol em suas afiliadas na região (com exceção do estado de Sergipe, onde não há afiliada desde 2006), pelas temporadas de 2018 e 2019.
No ano de 2020 volta a exibir as lutas do WWE, mas através do WWE Raw, sendo exibido inicialmente no fim das tardes de sábado, sendo mudada para as tardes e madrugadas de segunda a sexta, passando a ser fixada em definitivo nas madrugadas de sábado para domingo. As partidas da WWE foram exibidas de 11 de abril até 26 de dezembro do mesmo ano. Também transmitiu ao vivo a grande final do Campeonato Carioca em rede nacional com o jogo entre Flamengo e Fluminense, marcando a sua volta ao meio esportivo após 17 anos. A cobertura é realizada com a parceria do canal online FlaTV. A volta ocorreu graças a MP 984/2020, que altera a Lei Pelé e dá direitos de transmissão dos jogos aos times de mando de campo. A cobertura inclusive chegou a liderança no Rio de Janeiro e em outras duas cidades. Em 13 de janeiro de 2024, a emissora assinou com o Vasco da Gama para as transmissões dos seus jogos como mandante em TV aberta pelo estadual daquele ano.
Devido ao sucesso da final do Campeonato Carioca de 2020, a emissora adquire com exclusividade os direitos da Copa Libertadores da América a partir da edição de 2020 até 2022, graças a uma parceria com a CONMEBOL após 22 anos das transmissões da extinta Copa Mercosul, com direitos até a liberdade de anúncios durante a transmissão. Diante das transmissões da Libertadores, a emissora anuncia o lançamento de um canal alternativo, exclusivo para assinantes da Sky Brasil para fazer a regionalização das competições, já que a operadora carrega o SBT com o sinal gerado de São Paulo. A transmissão da grande final, exibida em 30 de janeiro de 2021 entre Palmeiras e Santos registrou 25 pontos de média e 32 de pico, atingindo a liderança isolada contra a novela das 18h da concorrente na Grande São Paulo, sendo essa a maior audiência do canal desde 2004. Já a edição de 2021 garantiu uma média de 27 pontos e 32 de pico em São Paulo, superando o recorde da edição anterior, além de liderar em todas as capitais com ampla vantagem sob a Globo. Com a parceria com a CONMEBOL, o canal também adquiriu os direitos exclusivos da Copa América de 2021, cobrindo todos os jogos da Seleção Brasileira de Futebol e as finais, além de outros torneios organizados pela entidade pelo futebol e futsal, sendo eles a Copa América de Futsal, Copa América Feminina de Futsal, Copa América de Futebol de Areia, o Torneio Pré-Olímpico Sul-Americano Sub-23 de 2024 e os eventos de base. O canal já transmitiu a Copa América de 1989, realizada no Brasil. Também transmitiu a Copa América Feminina de 2022, sendo a primeira vez que o canal realiza a cobertura de jogos da Seleção Brasileira de Futebol Feminino, além das semifinais e final. Os outros torneios adquiridos no pacote de 2021 não tiveram transmissão do SBT, chegando inclusive a abdicar do pré-olímpico. Adquiriu também os direitos da Copa Sul-Americana pelas temporadas de 2023 até 2026, transmitindo treze jogos.
O canal também adquiriu os direitos de transmissão de alguns jogos da Liga dos Campeões da Europa pelas temporadas 2021/22 até 2023/24, cobrindo um jogo por rodada e a final com exclusividade, sendo o primeiro torneio europeu a ser transmitido na emissora. Além da Liga, o canal também estava na fase final das negociações para adquirir os direitos de transmissão da Supercopa da Europa pela mesma temporada. Em 6 de abril de 2021, a emissora oficializa a compra dos direitos de transmissão dos dois eventos até 2024. Com a Champions, o canal também adquiriu a Liga Europa pela mesma temporada e a Conference League, no caso da última, transmitindo apenas a grande final. Em 29 de novembro de 2023, o canal renova os direitos de transmissão da Liga dos Campeões da UEFA até a temporada 2026/27 após uma longa rodada de negociações.
Com o bom retorno comercial da Copa América Feminina de 2022, que dobrou a audiência dos sábados na cobertura da decisão com picos de 6 pontos, a emissora também adquiriu a Finalíssima Feminina de 2023, onde a vencedora do torneio da CONMEBOL (Brasil) enfrenta a campeã da Eurocopa Feminina (Inglaterra). O evento marca a preparação das duas seleções para a Copa do Mundo de Futebol Feminino de 2023.

## Marca
Em 1987, para mudar sua imagem perante o público, que considerava o SBT uma emissora brega e popularesca, foi feita uma parceria com a agência de publicidade W/Brasil,[carece de fontes?] (conhecida na época com o nome de W/GGK), que duraria vários anos e com anúncios criados pela agência de Washington Olivetto, foi proposta mostrar a imagem do SBT como vice-líder absoluto em audiência para mostrar ao público e o mercado publicitário a mensagem de um “vice-vencedor” e não derrotado. Foi daí que nasceu um dos seus primeiros slogans “Liderança absoluta do segundo lugar”. Em troca, o SBT passou a exibir, no primeiro ano de contrato, comerciais comunitários criados pela W/GGK e depois a agência passaria a ganhar porcentagem sobre o processo de criação e veiculação.
Em 18 de janeiro de 2001 durante a final da Copa João Havelange entre Club de Regatas Vasco da Gama e Associação Desportiva São Caetano no estádio de São Januário, a diretoria do Vasco colocou o símbolo do SBT nas camisas dos jogadores, enquanto integrantes da Força Jovem Vasco cantavam o nome de Silvio Santos e trechos de músicas de programas do SBT como "Quem quer dinheiro", "Ão, ão, ão, é o jogo do milhão" e "Isso é ritmo de festa", também cantavam "Fora Globo. Fora do Brasil", Eurico Miranda, que tinha sido eleito presidente do Vasco na ocasião, estava revoltado com a cobertura dada pela TV Globo à queda do alambrado no Estádio São Januário em 30 de dezembro de 2000, em virtude de superlotação. Segundo o presidente vascaíno, Antônio Soares Calçada, o uso da marca do SBT foi uma homenagem a Silvio Santos, "Conheço o Silvio há mais de 30 anos. Quis prestar essa homenagem".
A assessoria de imprensa do SBT informou que a emissora não havia autorizado o uso do seu logo nas camisas do Vasco durante a final e declarou ainda que o caso seria encaminhado para seu departamento jurídico. Posteriormente, o SBT estudou lançar o seguinte slogan: "O canal campeão", bordão do SporTV. Para o SBT, Eurico disse que a logomarca na camisa do Vasco foi uma manifestação altruísta.

### Revista
Em 28 de agosto de 2015, o SBT, em parceria com a editora Alto Astral, lançou o SBT em Revista nas bancas de todo o Brasil. Uma revista de curiosidades da emissora mais família do Brasil, com tudo o que acontece nos bastidores, as programações, as celebridades, moda e beleza, entrevistas com elenco e muito mais! O conteúdo encanta e deixa todos ainda mais conectados com o canal. A primeira edição teve uma retrospectiva especial sobre os 34 anos da emissora, relembrando programas e figuras carismáticas que fizeram história dentro do SBT. Além disso, Patrícia Abravanel e a atriz Larissa Manoela, da novela Cúmplices de um Resgate e Carrossel foram as primeiras entrevistadas do veículo. SBT em Revista é mensal, com distribuição para todo o Brasil.

### SBT Internacional
SBT Internacional é um canal de televisão por assinatura do Grupo Silvio Santos voltado para brasileiros que vivem no exterior. O canal começou sendo transmitido para a Europa através do serviço BrasilPlay. O SBT começou suas transmissões internacionais em meados de agosto de 2020 nos Estados Unidos.
Em 2020, o SBT anunciou que começaria a transmitir uma programação internacional com os seguintes programas: Programa Silvio Santos, The Noite, Programa Eliana, Casos de Família, A Garota da Moto, Programa Raul Gil, Domingo Legal e Conexão Repórter, em parceria com a Dish Network, uma empresa norte-americana que transmite programas para vários países do mundo. Na época, a emissora também incluiu na programação algumas novelas, como As Aventuras de Poliana, Amor e Revolução e Vende-se um Véu de Noiva, além de alguns reprises como Máquina da Fama.

### SBT Hits
Em 20 de junho de 2018, o SBT, em parceria do Superplayer, lançou o SBT Hits, um serviço de streaming de música.

### SBT News

Logotipo do SBT News

Em 2020 é lançado o SBT News, um portal de notícias semelhante ao g1 e ao R7, contendo também um canal ao vivo via internet pelo YouTube. No dia 17 de janeiro de 2023, o SBT passou a exibir nas madrugadas um telejornal com o mesmo nome do portal, como uma forma de divulgar o site, sendo substituído posteriormente pelo SBT Notícias em favor do lançamento do futuro canal.

### SBT Sports

Logotipo do SBT Sports

Em 31 de maio de 2021, é lançado o SBT Sports, um segundo portal de notícias, mas exclusivamente voltado aos esportes, tendo como maiores destaques a Liga dos Campeões da UEFA, a Copa Libertadores da América, a Copa Sul-Americana, a Copa América, além de outros torneios mundiais de diversos esportes olímpicos. Em 4 de julho do mesmo ano, o SBT passou a exibir um segundo programa esportivo usando o mesmo nome do portal nas manhãs de domingo.

### +SBT

Logotipo do +SBT

Em 3 de abril de 2020, lançou o SBT Vídeos, o seu serviço de streaming digital, onde passou a disponibilizar parte do seu conteúdo, incluindo íntegras de programas consagrados, além de telenovelas brasileiras e mexicanas, essa última somente enquanto as produções estiverem no ar na TV aberta, mas com edição diferente, incluindo as aberturas, vinhetas de intervalo e créditos originais com a dublagem brasileira, com duração de até 30 dias depois do final da transmissão, e filmes, sendo essa uma parceria com a A2 Filmes. Ao contrário das concorrentes, o streaming do SBT não solicita assinatura, adotando o mesmo modelo da Pluto TV, além de disponibilizar a transmissão ao vivo das emissoras próprias do SBT. Em 2023 foi anunciado que o serviço seria relançado, mas usando o nome +SBT, com o rebranding ocorrendo no dia 19 de agosto de 2024.

### TV ZYN
Em 13 de maio de 2020, o SBT lança o TV ZYN, uma plataforma digital com conteúdos voltados ao público infantil. O serviço está disponível gratuitamente no SBT Vídeos, YouTube e no TikTok. Em agosto de 2021, lançou a sua única web série até então, denominada A Fantástica Máquina de Sonhos, em 20 episódios entre 15 e 17 minutos, também exibida no SBT, em comemoração aos 40 anos da emissora em formato de telefilme.
Em 7 de agosto de 2023, é lançada a versão fast da TV ZYN, passando a exibir também as telenovelas infantis do SBT e parte dos seus conteúdos exclusivos durante 24 horas, estando disponível no SBT Vídeos e no aplicativo Samsung TV Plus. O canal possui uma parceria da Amagi e da AD Digital.

## Parcerias
Uma das primeiras parcerias feitas com a emissora foi com os estúdios Disney em 1997 que estipulado, o valor era de US$ 15 milhões e garantia ao SBT exclusividade nos produtos da empresa durante três anos. A emissora paulista também tinha direitos de exibição de filmes entre 1994 a 1996. Entre os desenhos, o SBT havia comprado cerca de 65 horas por ano com extensão a mais 35. Todos os desenhos, seriam exibidos durante a coprodução entre as duas partes chamada de, Disney Club. Mesmo após ter perdido a exclusividade em 2004 para a TV Globo, o SBT ainda ficou com as séries Eu, a Patroa e as Crianças, As Visões da Raven e Cory na Casa Branca, todas rejeitadas pela emissora do Rio de Janeiro.
Em 2000, o SBT fez parceria com a Warner Bros. e a Televisa. Neste primeiro, a emissora fez um contrato de exclusividade com o estúdio americano, que somado com o contrato da Disney, a transação era avaliada em US$ 200 milhões. Ela distribui vários conteúdos para a emissora como desenhos, séries e filmes. Já a Televisa possui de longa data um acordo com o SBT para exibição e adaptação de novelas, e também para a exibição de séries mexicanas de grande audiência, como Chaves e Chapolin Colorado. Após 2008, o SBT decidiu não comprar os direitos totais dos produtos da Warner Bros. tendo prioridade apenas na escolha do produto a ser exibido. 
Com o fim do acordo entre a TV Globo e a Rede Bandeirantes, a emissora carioca assinou com o SBT, a transmissão dos desfiles das escolas de samba do grupo de acesso de 2012 com a emissora.
Em outubro de 2013, a emissora sinalizou o desejo de não continuar com o contrato para os filmes, continuando apenas com as séries e desenhos. Com isso a emissora tem preferência na compra de novas temporadas das séries que já possui e de alguns filmes da distribuidora americana, mas para isso deverá pagar o preço estipulado pela mesma.
Porém, durante alguns anos, foi permitido que o SBT continuasse exibindo filmes da Warner, como a saga Harry Potter. Isso ocorre porque, por contrato, a emissora tem direito a um número de reprises durante alguns anos após a aquisição do original. Situações inusitadas poderão ocorrer: uma rede concorrente poderá, hipoteticamente, exibir o quinto filme da saga, enquanto o SBT exibe o quarto.
Em 23 de julho de 2015, o SBT lança "Carrossel: O Filme" em parceria com a Televisa Cine, Paris Filmes, Downtown Filmes e RioFilme.
Em julho de 2015, a The Walt Disney Company anunciou que iria arrendar duas horas da programação do SBT para exibir os seus produtos, sendo responsável pela montagem dos blocos e ainda com direito a todo faturamento do horário. Em 2015, o SBT também adquiriu os direitos de 16 produções do canal Nickelodeon, como Kenan e Kel, Sam e Cat, A Família Hathaways, The Amanda Show, The Journey of Allen Strange, The Thundermans, See Dad Run, How To Rock, Bella e os Bulldogs e Henry Danger, e as últimas temporadas de os Os Padrinhos Mágicos, Bob Esponja, Os Pinguins de Madagascar, Kung Fu Panda, Monstros vs Alienígenas e Tartarugas Ninja. Em 2018, a parceria com a Disney foi encerrada. No final de agosto de 2021, a parceria com a Nickelodeon também foi encerrada, porém renovada em novembro.
A emissora manteve parcerias também com a Universal Pictures, 20th Century Fox, MGM, Paramount Pictures e Columbia Pictures.

### Aplicativo móvel
Em março de 2015, o SBT lançou o aplicativo TV SBT, semelhante ao Netflix e YouTube. Nesse aplicativo, o SBT transmite a programação ao vivo, vídeos de programas, notícias da emissora, as informações do momento produzidas pelo jornalismo da emissora e a ferramenta "Você no SBT" em que o telespectador participa dos telejornais da emissora. O aplicativo foi lançado na Google Play (Android), Windows Phone Store e Apple Store (iOS). A emissora fez um acordo com a Microsoft, lançando o seu app de forma nativa no smartphone Microsoft Lumia 532 Dual SIM DTV. O aplicativo já possui mais de 5 milhões de downloads sendo o mais baixado entre as redes de televisão do país.

### Afiliadas e retransmissoras
O SBT conta ao todo com 118 emissoras próprias e afiliadas em todo o Brasil. Vale ressaltar que o SBT, por enquanto, possui apenas uma estação repetidora em capitais, que fica em Aracaju (SE), desde a desfiliação da TV Atalaia, ocorrida em 2006.

## Eventos

### Concursos de misses
Com a falência da Rede Tupi em julho de 1980, a responsabilidade pela promoção do Miss Brasil foi transferida para Silvio Santos. Nesse período, a TVS Rio de Janeiro já transmitia o Miss Universo através das antigas emissoras da Tupi e das emissoras da TV Record em São Paulo, São José do Rio Preto e Franca, que eram de propriedade de Silvio Santos. Marlene Brito, funcionária da rede extinta, foi incumbida pela direção da nova emissora de coordenar as atividades correlatas ao concurso. Com isso, Silvio Santos seria o apresentador fixo do concurso por nove anos. Na "era SBT", o Brasil obteve resultados pífios no Miss Universo, uma finalista e três semifinalistas, fora as premiações especiais de traje típico concedidas em 1981, 1987 e 1989. O Miss Brasil 1985 é considerado um marco para a emissora, pois pela primeira vez na história a emissora fazia uma transmissão em rede para todo o país. Com sucessivas quedas drásticas de audiência, o SBT acabou abrindo mão do Miss Brasil e do Miss Universo em 1989, isto foi crucial para a única não participação do Brasil na história do concurso, em 1990. A primeira edição do Miss Brasil transmitida pelo SBT foi a 29.ª edição em 26 de junho de 1982, e a última em 1 de abril de 1989, que foi a 36.ª edição, gravada na tarde do mesmo dia e exibida horas depois.

### Eventos musicais
A emissora chegou a exibir shows gravados de artistas, em 1983 exibiu um show de Gilberto Gil filmado na Praça da Luz pela TV Cultura. Em 18 de dezembro de 1987 foi exibido o especial Uma Noite em Portugal com Roberto Leal e convidados. Em 5 de agosto de 1989, o SBT exibiu o 2.º Prêmio Sharp de Música, um prêmio de excelência na música popular brasileira, que havia sido realizado em 25 de abril daquele ano. Em 22 de julho de 2000, um sábado, aconteceu no estádio do Morumbi o show dos Três Tenores ao lado da Orquestra Sinfônica Municipal de São Paulo. Para gravar o espetáculo, que a emissora exibiu gravado no dia seguinte, um domingo, o SBT montou uma equipe com mais de cem profissionais da empresa, com doze câmeras, um helicóptero, um trilho com câmera robô, duas gruas, 10 000 m de cabos, som Stereo Dolby Surround e, pela primeira vez no Brasil, oito canhões de luzes Synchrolight. Durante o show, os maestros Julio Medaglia, Fernando Túlio Colacioppo Júnior e Mario Valério Záccaro fizeram comentários. O apresentador Celso Portiolli foi o âncora da transmissão.

### Promovidos pelo SBT
A emissora promove desde a 22ª edição o Troféu Imprensa, que é o maior e mais antigo prêmio anual dedicado a premiar os maiores destaques da televisão brasileira e música. O prêmio foi criado em 1958, pelo jornalista Plácido Manaia Nunes, diretor da revista São Paulo na TV, cuja primeira escolha dos melhores do ano so deu em 1960. Com o fim da revista São Paulo na TV, Plácido vendeu os direitos do Troféu Imprensa ao apresentador e empresário Silvio Santos que, desde 1970, é o responsável pela organização, produção e apresentação do prêmio, transmitida anualmente pelo SBT.[carece de fontes?]
Em 1991, com a crise que se instalou na economia e refletiu na publicidade, o Festival Brasileiro do Filme/VT Publicitário, correndo o risco de não ser realizado, teve o SBT como principal patrocinador do evento, que foi realizado nos dias 26 e 27 de novembro de 1991, no Centro de Convenções do Colégio Brasileiro de Cirurgiões, no bairro do Botafogo, no Rio de Janeiro. A emissora ganhou o direito de nomear uma das categorias principais da premiação. Existia o “Grande Prêmio Cidade do Rio de Janeiro — Filme/VT” e naquela premiação teve também “Grande Prêmio SBT — Sistema Brasileiro de Televisão — Campanha”, ambas vencidas pela Brastemp e sua campanha “não é assim uma Brastemp”.
O SBT cede, a cada ano, desde 1998, sempre por volta do mês de novembro e final de outubro cerca de 27 horas de sua programação para a maratona televisiva do Teleton em prol da Associação de Assistência à Criança Deficiente (AACD).[carece de fontes?]
Desde 2011, o SBT exibe o Prêmio Líderes do Brasil, organizado pelo Lide (Grupo de Líderes Empresariais) e pelo jornal Brasil Econômico e entregue no Palácio dos Bandeirantes e visa projetar empresas e líderes em reconhecimento aos esforços empreendidos para posicionar o Brasil em patamar de liderança mundial. A rede exibiu a primeira edição em 2011, a segunda de 2012, a terceira em 2013, a quarta em 2014. e a quinta em 2015.

### Eventos regionais
Desde o fim da década de 1990, o SBT voltou as suas atenções para tradicionais festas populares que são realizadas em várias regiões do Brasil. Desta forma: a Oktoberfest, em Santa Catarina; o Círio de Nazaré, no Pará; a Festa de São João; a Festa da Laranja e a Semana Farroupilha, no Rio Grande do Sul, foram transmitidos com exclusividade pela emissora. A Festa do Peão de Barretos chegou a ter os direitos exclusivos comprados, mas voltaram para a TV Globo. Os direitos da festa hoje pertencem a Rede Bandeirantes. O Festival Folclórico de Parintins também teve exclusividade do SBT entre os anos 2000 e 2007, porém em 2008 a emissora perdeu os direitos para a Rede Bandeirantes. Atualmente, promove em parceria com prefeituras municipais o SBT na Praça, com brincadeiras e serviços ao público, e o SBT Running com competições de corrida e caminhada.

### Eventos internacionais
Na década de 1980 era exibida a tradicional Rose Parade, um desfile de carros alegóricos que acontecia nos Estados Unidos. O Prémio Nobel de 10 de dezembro de 1988 foi exibido de forma gravada e pela primeira vez na íntegra na televisão brasileira, em 23 de janeiro de 1989, pelo SBT, pois antes, a Rede Manchete, em 1987, havia exibido apenas trechos da premiação. Em um anúncio, a emissora chamou o evento, ocorrido em Oslo na Noruega e Estocolmo na Suécia, como “Amanhã o SBT apresenta o Troféu Imprensa da Suécia”. Em 1993 exibiu o show de Michael Jackson em Bucareste ocorrido em 1992 e a qual a emissora comprou da Xuxa Produções, empresa que promoveu a turnê no Brasil, vencendo a Globo que também pretendia adquirir o show. Em 21 de março de 1994, o SBT apresentou a sua primeira transmissão do Óscar, na sua sexagésima sexta edição, apresentado por Bóris Casoy, comentários de Rubens Ewald Filho, e reportagens de Zileide Silva, enquanto o repórter Arnaldo Duran cobriu direto de Los Angeles, com entradas ao vivo, repetindo as transmissões na edição de 1995, e edição de 1996.
Em 26 de março de 2000, o SBT exibiu a septuagésima segunda edição do Óscar, cujos direitos até então estavam na TV Globo e que neste ano só exibiu pelo Telecine. A transmissão foi apresentada por Babi Xavier, e comentários de Rubens Ewald Filho. Na transmissão da edição de 2003 a apresentação foi de Marília Gabriela e os direitos de transmissão foram divididos com a TNT, sendo que o SBT chegou a reprisar três vezes esta cerimônia. A edição de 2004 apresentada por Maria Cândida e foi a última exibição de uma premiação do Óscar na emissora. O SBT também exibiu ao vivo a edição de 2002 do Grammy Latino, e as edições seguintes, sendo que a de 2005 foi apresentada num compacto gravado da cerimônia, apresentado por Regina Volpato, com comentários do músico e produtor João Marcelo Bôscoli, enquanto a cerimônia do internacional prêmio Grammy Award de 2006 foi ao vivo e apresentada por Adriane Galisteu. Em 16 de janeiro de 2006, o SBT transmitiu ao vivo e com exclusividade na televisão aberta a 63.ª edição do Globo de Ouro, com apresentação de Analice Nicolau e do crítico de cinema Rubens Ewald Filho. Em 24 de dezembro de 2012, foi exibido o show de André Rieu como especial de Natal. O Victoria's Secret Fashion Show de 2005 foi transmitido gravado em 2006, bem como suas demais edições até 2013.
Ao longo do tempo, o SBT apresentou shows de diversos artistas, com destaque para Julio Iglesias, que ao lado de Roberto Carlos é um dos artistas preferidos de Silvio Santos, e que teve seus especiais no Taiti, Nova Iorque e Jerusalém exibidos pela emissora ao longo da década de 1980, sendo que este último em Israel foi ao ar no domingo em 14 de fevereiro de 1988, uma semana antes de Silvio Santos retornar após sua cirurgia nas cordas vocais, o SBT exibiu este e outro artistas em sequência das 14h às 20h30 os especiais com Tina Turner, Roberto Leal, Os Paralamas do Sucesso, Luciano Pavarotti e Madonna.

### Eventos religiosos
Em 31 de dezembro de 2024, a emissora transmitiu em rede nacional o festival de música gospel Vira Brasil, da Igreja Batista da Lagoinha, como um especial de fim de ano, com apresentação de Yudi Tamashiro e Nadja Haddad.
O evento totalizou 2 edições, o Vira Brasil 25, no Allianz Parque, em São Paulo, e o Vira Brasil 25 USA, em Orlando, nos EUA, e contou com a presença de vários nomes da música gospel e música cristã contemporânea, como Aline Barros, Maria Marçal e Fernandinho.

## Controvérsias
As controvérsias envolvendo o SBT existem desde a sua fundação. Na época em que foi divulgado que o Grupo Silvio Santos havia conquistado uma concessão de televisão aberta em São Paulo, a imprensa fez diversos questionamentos, alegando que Silvio Santos já era dono de uma rede de TV no Rio de Janeiro, a TVS, e não poderia vencer uma concessão que englobava uma outra rede de TV no mesmo estado. Como explicação, foi dito que o dono do canal 11 no Rio de Janeiro era Silvio Santos e quem venceu a licitação que englobava o canal 9, era o Sistema Brasileiro de Televisão, que não tinha Silvio Santos no seu rol acionário e sim Carmen Abravanel (cunhada de Silvio Santos) e Carlos Marcelino Machado de Carvalho (filho de Paulo Machado de Carvalho, da TV Record). Outra acusação é que o SBT teria sido favorecido graças a programas como a Semana do Presidente, exibida dentro do Programa Silvio Santos e a proximidade do apresentador com o presidente João Figueiredo. O ministro das Comunicações Haroldo Corrêa de Mattos ficou exaltado e chegou a chamar de antipopular e elitista quem criticava a escolha da concessão ao SBT.
Em 1980, 869 dos cerca de 1 500 funcionários da Rede Tupi entraram com ação judicial coletiva para receber os seus direitos. Em 1986, Silvio Santos assumiu a dívida, mas não houve acordo quanto ao valor corrigido. O sindicato queria R$ 7,8 milhões. O SBT, inicialmente, só queria pagar R$ 1,9 milhão e recorreu à Justiça. Em 1996, o SBT depositou em juízo esse valor, que foi distribuído aos ex-funcionários em 1997. Em 1999, a Justiça determinou o pagamento, pelo SBT, de mais R$ 6,4 milhões. Em 2000, cerca de 800 funcionários da extinta TV Tupi receberam parte dos seus direitos trabalhistas, reivindicados há 20 anos. A 4.ª Vara Cível de São Paulo liberou ao sindicato dos radialistas do Estado R$ 6,4 milhões que o SBT havia depositado em juízo no ano de 1999. Desse total, o sindicato repassaria aos ex-funcionários R$ 5,8 milhões. O sindicato dos radialistas ainda tentaria receber mais R$ 1,1 milhão.
Em 1992, Silvio Santos convidou o diretor Nelson Hoineff e o apresentador Roberto Maya e seu programa Documento Especial a deixarem a Rede Manchete e irem para o SBT. O tema da estreia era “O País da Impunidade”, mas esta edição não foi ao ar e não se soube o verdadeiro motivo das restrições impostas ao programa de estreia. Informações dão conta que era uma reportagem dissecando o caso PC Farias/Fernando Collor de Mello, contendo inclusive uma gravação inédita obtida junto ao jornal Zero Hora de Porto Alegre e o SBT preferiu não levar ao ar por medo de represália de políticos, em especial do governo do presidente Collor, em tempos de crise institucional no Brasil. Tal matéria só seria exibida em 2007, no Canal Brasil.
Em 1993, foi lançado o documentário televisivo britânico Muito Além do Cidadão Kane, de Simon Hartog, exibido pelo britânico Channel 4, Nele, além da TV Globo, o SBT e Silvio Santos também são citados de forma crítica, com imagens das vinhetas do SBT e de Silvio Santos apresentando a Porta da Esperança e o quadro do pião da casa própria, o SBT é apresentado, ao lado da Rede Manchete, como concorrentes pelo segundo lugar e que "A supremacia de audiência da TV Globo é, as vezes, ameaçada aos domingos pelo programa de 12 horas de Sílvio Santos, na sua própria rede, o SBT":
Em 7 de setembro de 2003 o Domingo Legal, programa de sucesso do canal que naquele período era apresentado por Gugu Liberato, exibiu no início da noite uma forjada entrevista gravada com dois supostos integrantes do PCC. Como consequência, o programa foi tirado do ar em 21 de setembro pela Justiça, a pedido do Ministério Público do Brasil. A atração foi substituída de última hora por reprises do Grammy Latino, Troféu Imprensa, Programa do Ratinho, Xaveco e o Curtindo uma Viagem.

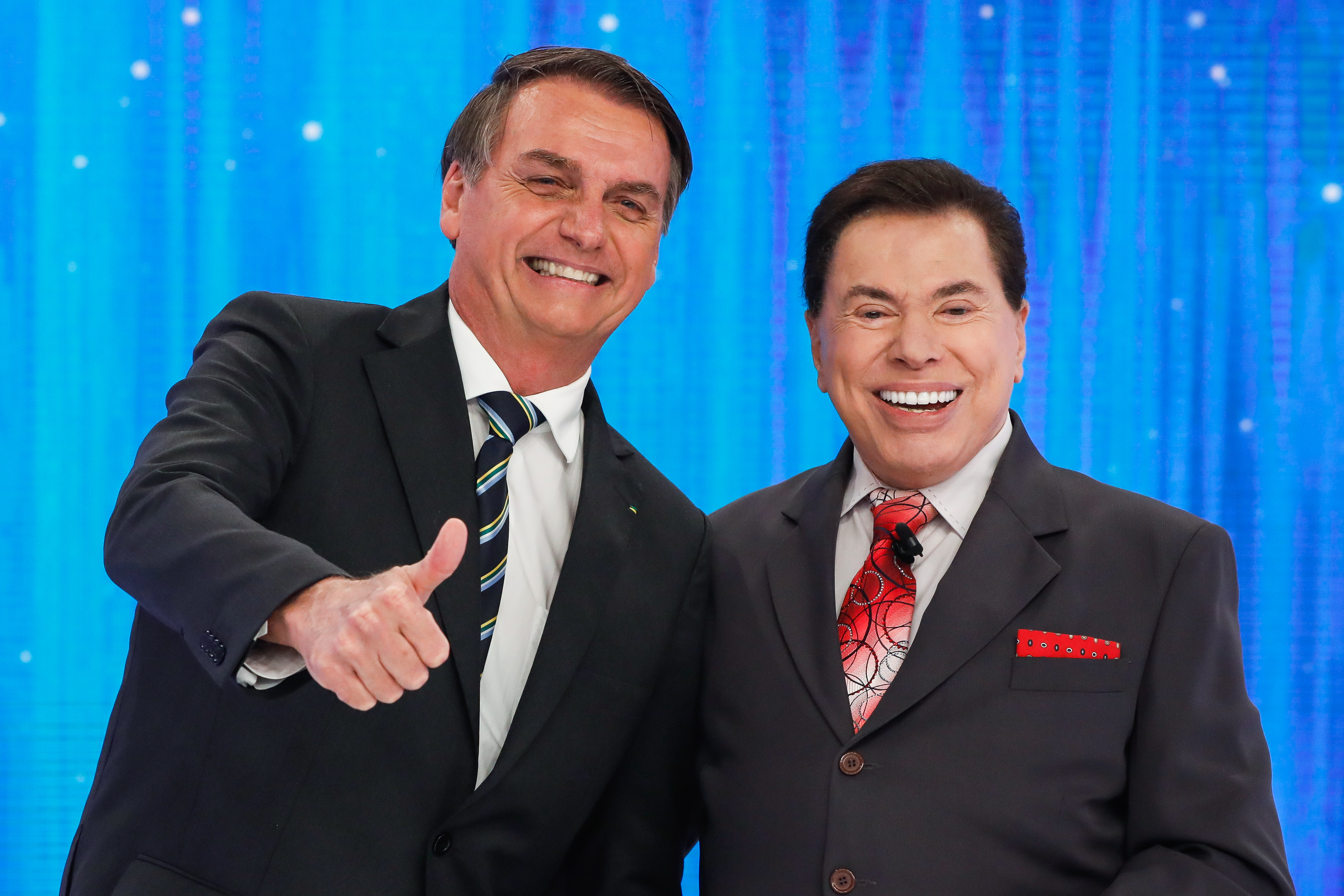
Jair Bolsonaro durante entrevista ao apresentador Silvio Santos.

A emissora também tem sido acusado de ter um viés pró-Governo Bolsonaro. Em agosto de 2019, a jornalista Rachel Sheherazade foi afastada do SBT Brasil após criticar o ministro da justiça Sergio Moro e o presidente Jair Bolsonaro no YouTube. Em abril de 2020, Silvio Santos disse que jamais se colocaria contra qualquer decisão do meu 'patrão' [Bolsonaro] que é o dono da minha concessão. Houve também um aumento da entrada de dinheiro público no SBT e outras emissoras nas quais os donos apareceram ao lado de Jair Bolsonaro. Antes do atual governo, era gasto mais dinheiro com propaganda nas emissoras a partir da audiência das mesmas, mas o método foi cancelado sem motivo. Tal fato entrou na análise do Repórteres Sem Fronteiras, que passou a reportar os ataques de Bolsonaro direcionados à imprensa. No dia 23 de maio de 2020, Silvio Santos cancelou a edição do jornal SBT Brasil daquele dia, que havia noticiado o vídeo da reunião ministerial de 22 de abril do Governo Bolsonaro, e a substituiu por uma reprise do programa Triturando.

## Prêmios

### Prêmio ExxonMobil de Jornalismo(Esso)
- 2009: Esso Especial de Telejornalismo, concedido a Mônica Puga, Júnior Alves, Alex Oliveira, Aline Grupillo e Eliane Pineheiro, pela obra "Confronto na Linha Vermelha"[361]
- 2010: Esso Especial de Telejornalismo, concedido a Roberto Cabrini, Luciana Del Claro, José Dacauaziliquá, Bruna Estivalet, Márcio Ronald e Lula Andrade, pela obra "Sexo, Intrigas e Poder"[362]